# Willys-Overland

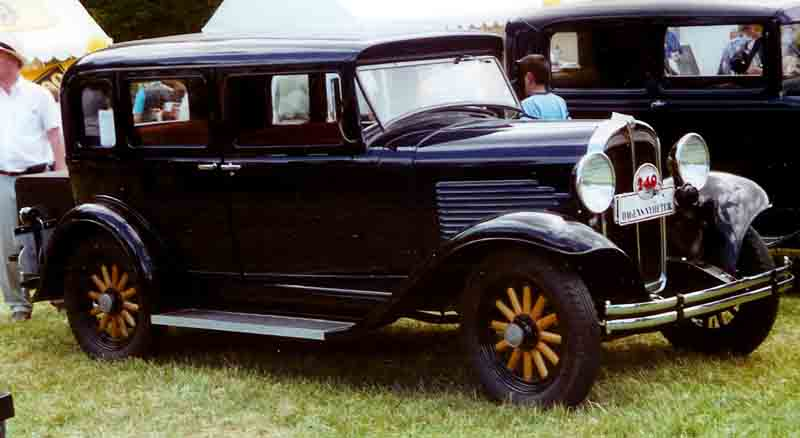
Willys Six

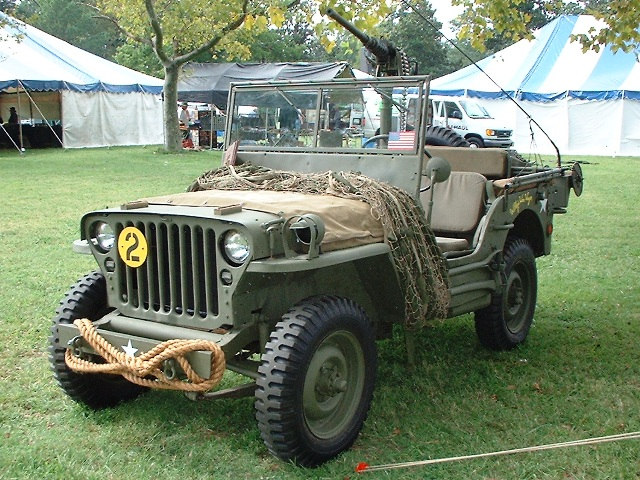
Willys MB, potocznie także jeep

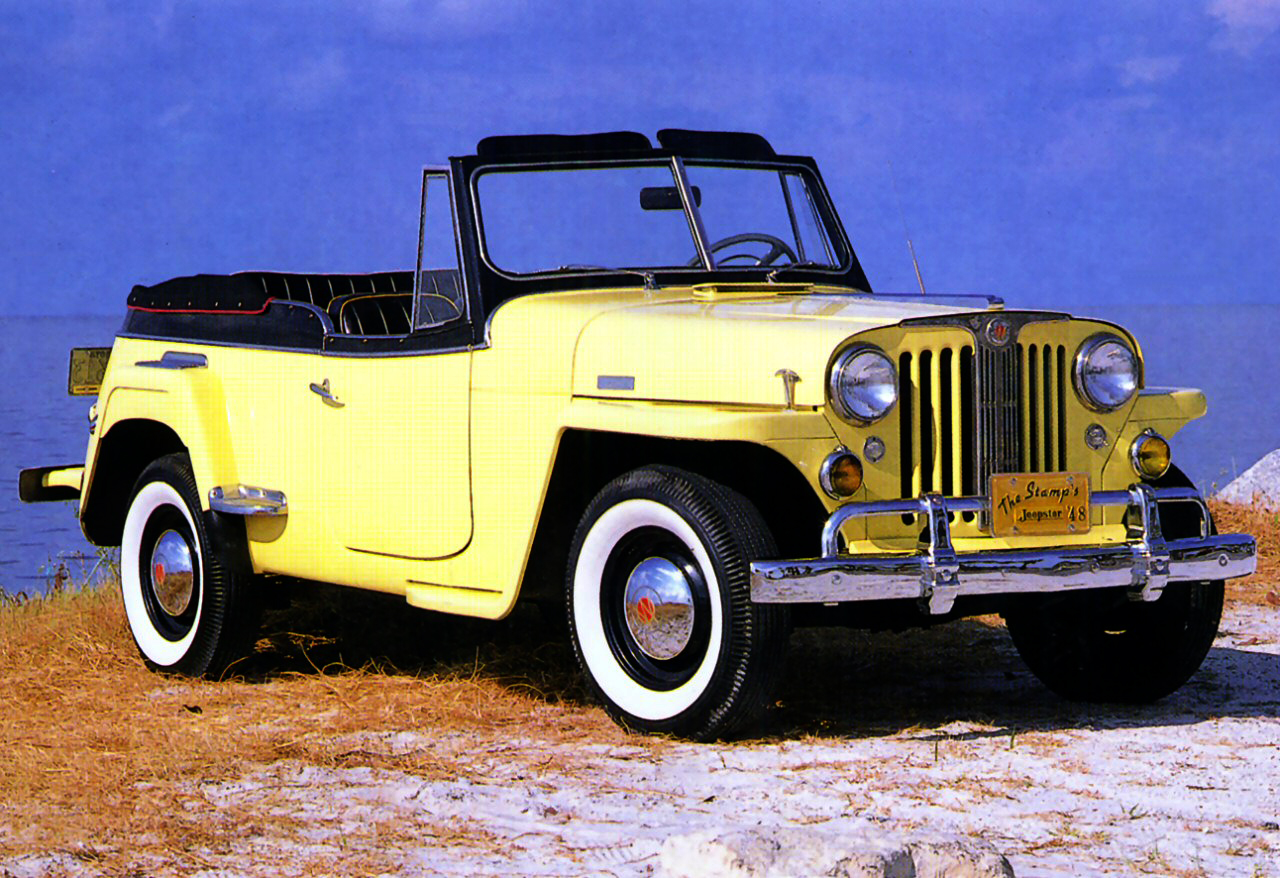
Willys Jeep Jeepster

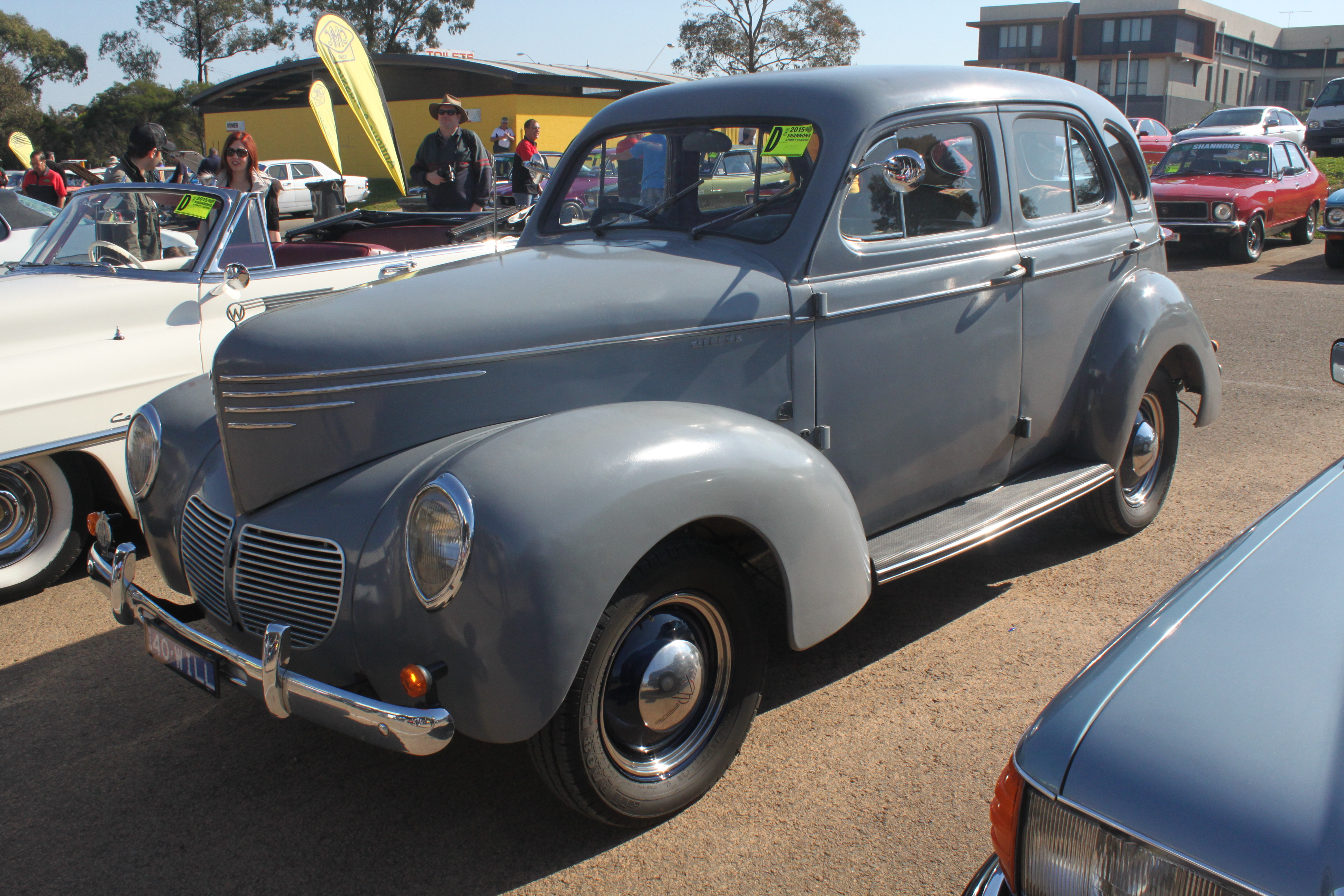
Willys Americar

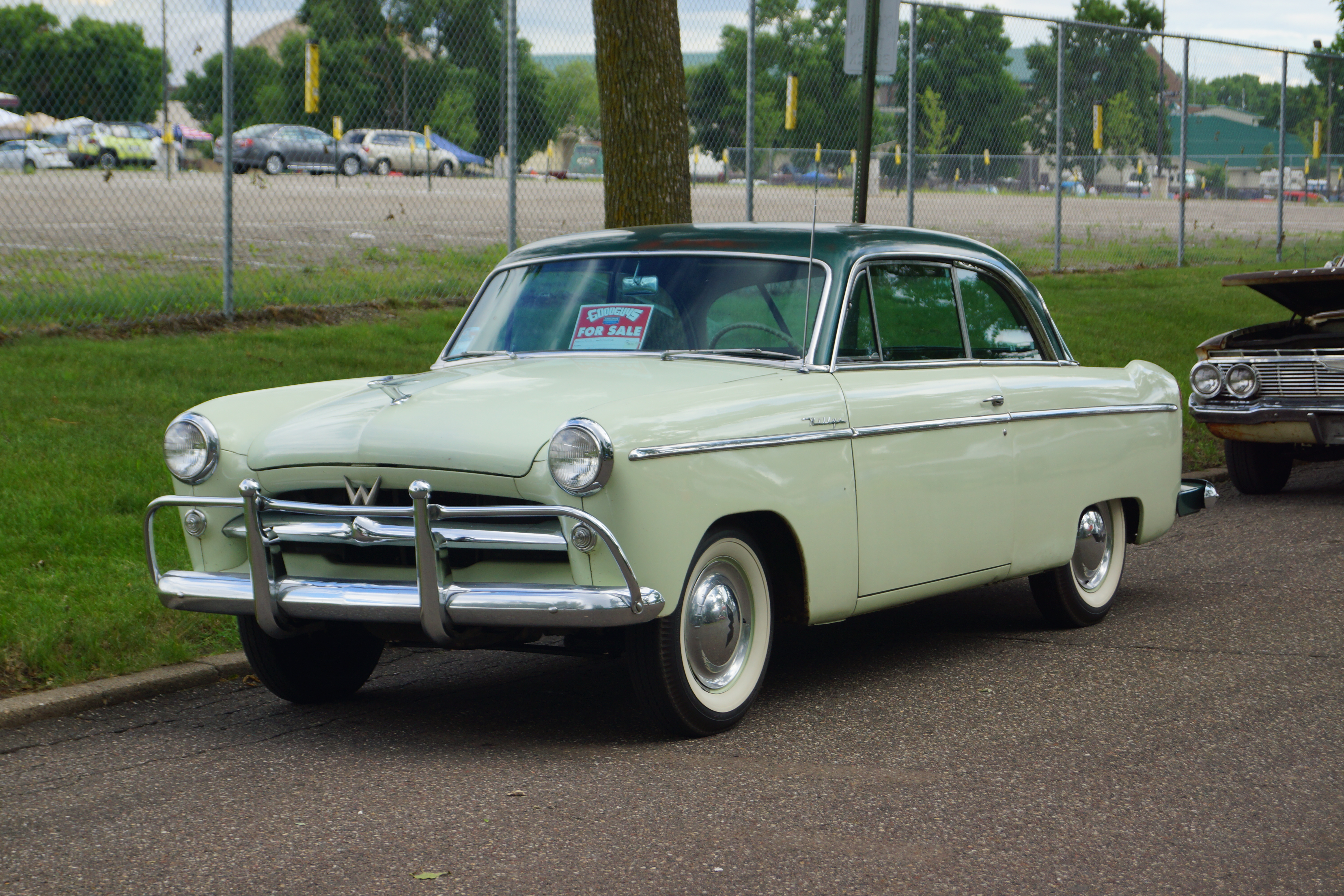
Willys Aero

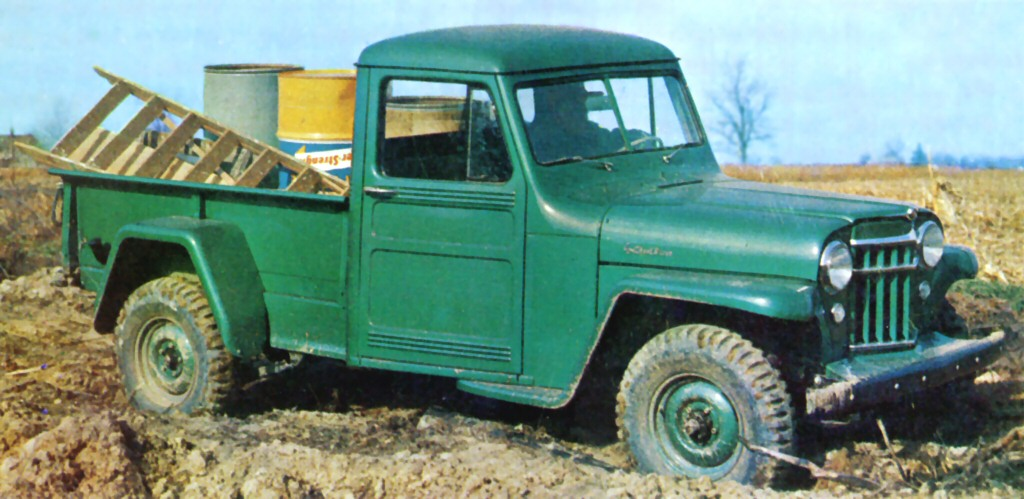
Willys Jeep Truck

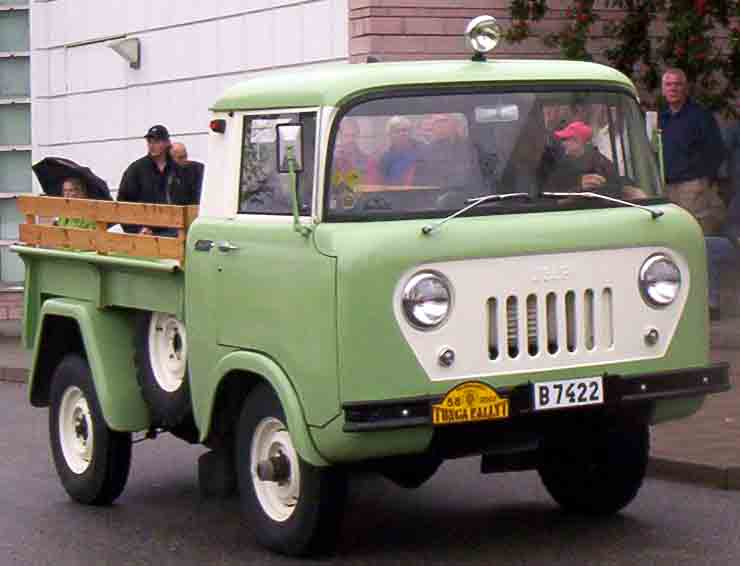
Willys Jeep Forward Control

Willys-Overland Motors – amerykański producent samochodów osobowych, terenowych i użytkowych z siedzibą w Toledo działający w latach 1908–1963.

## Historia
W 1908 roku amerykański przemysłowiec John Willys zakupił przedsiębiorstwo Overland Automotive Division, należące do ówczesnego koncernu Standard Wheel Company. W 1912 podmiot zyskał nową nazwę, nosząc odtąd miano Willys-Overland Motor Company. W latach 1912–1918 Willys był drugim największym wytwórcą samochodów w Stanach Zjednoczonych, wielkością produkcji ustępując jedynie Fordowi. W 1913 Willys uzyskał licencję na produkcję silników konstrukcji Charlesa Knighta, co umożliwiło produkcję luksusowych limuzyn marki Willys Knight.
Willys przejął w 1914 Electric Auto-Lite Company, a w 1917 przekształcił przedsiębiorstwo w Willys Corporation. W 1916 przejął kanadyjskie Russell Motor Car Company z Toronto, w 1917 New Process Gear, a w 1919 fabrykę w Elisabeth (New Yersey) należącą do Duesenberg Motors Company, którą rozbudował i podjął produkcję nowego modelu Willys Six.
Recesja 1920 roku doprowadziła koncern na krawędź bankructwa. Wierzyciele zaangażowali Waltera Chryslera do naprawienia kondycji przedsiębiorstwa. Jako pierwszy przekonstruowany został uważany za nieudany technicznie Willys Six, zastąpiony przez Chryslera Six. W celu spłaty zobowiązań, wszystkie aktywa Willys Corporation zostały wystawione na sprzedaż, William C Durant nabył fabrykę w Elisabeth wraz z produkcją Chryslera Six, którą udoskonalił.
W 1936 przedsiębiorstwo zostało nazwane Willys-Overland Motors, Inc., za to w 1940 roku Willys na zlecenie amerykańskiej armii rozpoczęło prace nad samochodem terenowym opartym na projekcie samochodu Bantam BRC. Do 1945 zostało wyprodukowanych 360 tysięcy pojazdów Willys MB, znanych potocznie jako jeep, które były używanych powszechnie na wszystkich frontach II wojny światowej i stały się wzorcem samochodu terenowego na świecie.

### Okres powojenny
W roku zakończenia wojny rozpoczął produkcję wersji CJ (Civilian Jeep) i wprowadził model CJ2A. Rok później z taśmy montażowej zjechał Willys Jeep Station Wagon, który do 1965 zostanie sprzedany w liczbie ponad 300 tys. egzemplarzy. W 1947 rozpoczęto produkcję modelu Willys Jeep Truck, który do 1965 został wyprodukowany w ponad 200 tys. szt. W latach 1948–1950 wyprodukowano 19 tys. Willysów Jeepster, w okresie 1949-53 produkowany był w liczbie 132 tys. model CJ3A. Od 1949 Station Wagon otrzymał sześciocylindrowy, 72-konny silnik napędzający wszystkie koła – zarazem, był pierwszy SUV amerykańskiej firmy. Od 1952 do 1968 wyprodukowano 155 000 szt. modelu Willys CJ3B z podwyższoną maską, kryjącą silnik wzmocniony o 25%.
W 1952 roku Willys-Overland powrócił na rynek samochodów osobowych, wypuszczając kompaktowy sedan Willys Aero, który był mniejszy od dominujących samochodów na rynku amerykańskim i odniósł względny sukces, sprzedając w pierwszym roku ponad 31 tysięcy sztuk, a w kolejnym 41 tysięcy.

### Kaiser Motors
28 kwietnia 1953 roku przedsiębiorstwo zostało zakupione przez firmę Kaiser Motors, po czym jego nazwa została zmieniona na Willys Motors Incorporated. W 1954 roku Kaiser Motors zdecydował się dokonać fuzji i utworzyć jednolity podmiot pod nazwą Kaiser-Willys Corporation, po czym produkcję samochodów Kaiser również przeniesiono do fabryki Willysa w Toledo. W kwietniu 1955 roku na skutek spadającej sprzedaży koncern zaprzestał jednak produkcji samochodów osobowych Kaiser i Willys w USA. Produkcję modelu Aero przeniesiono następnie do fabryki w Brazylii, gdzie była kontynuowana pod marką Aero Willys aż do 1971 roku. Od 1954 przez trzy następne dekady produkowany był w Toledo model CJ5. W tym samym roku wersje czterokołowe modeli Station Wagon i Jeep Truck otrzymały 6-cylindrowy silnik “Super Hurricane” o mocy 115 KM. 
W 1956 roku przedstawiono zbudowany na podwoziu CJ5 model Jeep Forward Control oraz wprowadzono model CJ6. Był on bardziej popularny poza granicami USA niż w kraju, nazywany „zapomnianym modelem” między CJ5 i CJ7. W 1957 przedstawiono model FC-170 ze zwiększonym rozstawem osi w stosunku do FC-150.
W 1963 roku Kaiser-Willys, skłaniający się ku systematycznej koncentracji na produkcji samochodów będących zalążkiem do późniejszych modeli marki Jeep, zmienił nazwę na Kaiser-Jeep Corporation i zakończył historię firmy Willys.

## Modele samochodów

### Historyczne
- Six (1918–1920)
- Knight (1914–1933)
- Six (1930–1933)
- Eight (1931–1933)
- 77 (1933–1942)
- Americar (1937–1942)
- MB (1942–1945)
- Jeepster (1948–1950)
- M38 (1949–1952)
- Aero (1952–1955)
- M38A1 (1952–1958)
- CJ (1945–1963)
- Jeep Station Wagon (1946–1963)
- Jeep Truck (1947–1963)
- Jeep DJ (1955–1963)
- Jeep Forward Control (1956–1963)